# Elecciones estatales de Sinaloa de 2018
Las elecciones estatales de Sinaloa se realizaron el domingo 1 de julio de 2018, simultáneamente con las elecciones federales, y en ellas se renovaron los siguientes cargos de elección popular:
- 40 diputados locales: Se eligen 40 diputados estatales, 24 por medio de votación directa y los otros 16 elegidos bajo un sistema de representación proporcional.
- 18 Ayuntamientos: Formados por un Presidente Municipal y regidores que conforman el cabildo municipal, electos para un periodo de tres años,  reelegibles hasta por un período más.

## Organización

### Partidos políticos
En las elecciones estatales tienen derecho a participar once partidos políticos. Nueve son partidos políticos con registro nacional: Partido Acción Nacional (PAN), Partido Revolucionario Institucional (PRI), Partido de la Revolución Democrática (PRD), Partido del Trabajo (PT), Partido Verde Ecologista de México (PVEM), Movimiento Ciudadano (MC), Nueva Alianza (PANAL), Movimiento Regeneración Nacional (MORENA) y Partido Encuentro Social (PES). Además de los partidos políticos estatales: Partido Sinaloense (PAS) y Partido Independiente de Sinaloa (PAIS).

### Proceso electoral
La campaña electoral para las diputaciones y los ayuntamientos inicio el 14 de mayo y se extendió durante dos meses, hasta el 27 de junio. La votación se realizó el 1 de julio de 2018, de las 8 de la mañana a las 6 de la tarde, en simultáneo con las elecciones federales. Los computos distritales fueron publicados el 8 de julio.

### Distritos electorales
Para la elección de diputados de mayoría relativa del Congreso del Estado de Sinaloa, la entidad se divide en 24 distritos electorales.
| Distrito | Cabecera          | Municipios | Mapa |
| -------- | ----------------- | ---------- | ---- |
| 1        | El Fuerte         | 2          |      |
| 2        | Ahome             | 1          |      |
| 3        | Ahome             | 1          |      |
| 4        | Ahome             | 2          |      |
| 5        | Ahome             | 1          |      |
| 6        | Sinaloa           | 2          |      |
| 7        | Guasave           | 1          |      |
| 8        | Guasave           | 1          |      |
| 9        | Salvador Alvarado | 2          |      |
| 10       | Mocorito          | 3          |      |
| 11       | Navolato          | 2          |      |
| 12       | Culiacán          | 1          |      |
| 13       | Culiacán          | 1          |      |
| 14       | Culiacán          | 1          |      |
| 15       | Culiacán          | 1          |      |
| 16       | Culiacán          | 1          |      |
| 17       | Culiacán          | 1          |      |
| 18       | Culiacán          | 1          |      |
| 19       | Elota             | 4          |      |
| 20       | Mazatlán          | 1          |      |
| 21       | Mazatlán          | 1          |      |
| 22       | Mazatlán          | 1          |      |
| 23       | Concordia         | 3          |      |
| 24       | Rosario           | 2          |      |

## Coaliciones

### Por Sinaloa al Frente
|  | |
|  | Partido Sinaloense - 10 ayuntamientos. El Fuerte, Guasave, Sinaloa de Leyva, Mocorito, Angostura, Culiacán, Navolato, Elota, Cosalá y San Ignacio - 10 diputados. Distritos 2, 8, 9, 10, 11, 12, 15, 17, 18 y 20 |
|  | Partido Acción Nacional - 6 ayuntamientos. Ahome, Choix, Salvador Alvarado, Mazatlán, El Rosario y Escuinapa - 10 diputados. Distritos 1, 3, 4, 5, 7, 13, 16, 21, 22 y 23                                        |
|  | Partido de la Revolución Democrática - 1 ayuntamiento. Badiraguato - 2 diputados. Distritos 6 y 24 |
|  | Movimiento Ciudadano - 1 ayuntamiento. Concordia - 2 diputados. Distritos 14 y 19 |

En el margen del proceso electoral del 2016, el Partido Sinaloense, Partido Acción Nacional y el Partido de la Revolución Democrática habían negociado una coalición que postulara a Héctor Melesio Cuén Ojeda a la gubernatura, poco tiempo después de formalizarla las negociaciones se turnaron difíciles, condenando a la coalición al fracaso y su eventual disolución en enero de 2016, tras ese evento el Partido Sinaloense opto por aliarse con Movimiento Ciudadano mientras que Acción Nacional y el de la Revolución Democrática fueron por separado.
Tras el proceso electoral la alianza PAS-MC obtuvo el 26.04% y el segundo lugar, mientras que el PAN y PRD obtuvieron el 17.60% y 2.18% de la votación respectivamente, números que de haberse sumado hubieran significado el posible triunfo de Cuén Ojeda sobre Quirino Ordaz Coppel (quien ganó la elección), así como triunfos en 13 distritos locales y 9 ayuntamientos. Esta estadística motivo a los 4 partidos a limar asperezas y comenzar a negociar una nueva coalición rumbo a la elección intermedia de 2018, dicha coalición tomaría forma a partir de septiembre de 2017, mes donde se anunció Por México al Frente a nivel federal, más tarde se oficializaría el anuncio Por Sinaloa al Frente luego de que las dirigencias estatales de los 4 partidos en cuestión firmaran un convenio de coalición donde acuerdan competir por las 24 diputaciones de mayoría relativa y los 18 ayuntamientos, siendo así la única coalición total del proceso electoral.

### Juntos Haremos Historia
|  | |
|  | Movimiento Regeneración Nacional - 8 ayuntamientos. Angostura, Choix, Concordia, Cosalá, Culiacán, Elota, Mazatlán y Mocorito - 11 diputados. Distritos 2, 5, 6, 8, 10, 12, 13, 18, 19, 20 y 23 |
|  | Partido Encuentro Social - 4 ayuntamientos. El Fuerte, Guasave, Salvador Alvarado y San Ignacio - 6 diputados. Distritos 1, 4, 9, 14, 15 y 17                                                   |
|  | Partido del Trabajo - 4 ayuntamientos. Ahome, Badiraguato, Navolato y Sinaloa de Leyva - 5 diputados. Distritos 7 11, 16, 21 y 22                                                               |

Tras la firma de la coalición Juntos Hacemos Historia a nivel federal, las dirigencias estatales de Morena (partido político), el Partido del Trabajo y el Partido Encuentro Social hicieron lo mismo y comenzaron a negociar la posibilidad de traer la ya firmada coalición a Sinaloa, tiempo después las negociaciones fueran exitosas y se presentó oficialmente a los medios en enero de 2018, luego de que Raúl Elenes, Leobardo Alcántara y Claudia Herrera, delegado de Morena y presidentes estatales del PT y PES respectivamente firmaran el convenio de coalición donde se acuerdan competir por los 22 distritos locales (todos menos el XI y XXIV) y 16 ayuntamientos en conjunto (todos menos Escuinapa y El Rosario).

### Todos por Sinaloa
|  | |
|  | Partido Revolucionario Institucional - 16 ayuntamientos - 15 diputados. Distritos 1, 2, 3, 4, 6, 8, 9, 10, 11, 12, 16, 17, 21, 22, 23 |
|  | Partido Verde Ecologista de México - 3 diputados. Distritos 13, 15 y 20                                                               |
|  | Nueva Alianza - 3 diputados. Distritos 5, 7 y 14                                                                                      |

A inicios del año 2018, el Partido Revolucionario Institucional, Partido Verde Ecologista de México y Nueva Alianza acordaron refrendar su serie de coaliciones llevadas en el estado desde el año 2010, mismas que lograron el regreso del PRI con Quirino Ordaz Coppel al gobierno estatal tras el sexenio opositor de Mario López Valdez, la coalición fue registrada el 15 de enero minutos antes de que venciera el plazo para registros ante el Instituto Electoral del Estado de Sinaloa (IEES). Al ser negociada en duras condiciones solo se logró que aplicara para 13 distritos locales, posteriormente se anunciara la formación de 'Candidaturas comunes' para 16 ayuntamientos y 2 distritos locales más. En febrero el Partido Verde Ecologista de México denuncio una «diferencia de intereses» por parte del Partido Revolucionario Institucional, poniendo en riesgo a la coalición, sin embargo, ambos partidos conciliaron diferencias y se mantuvieron en pie hasta el final del proceso electoral.

## Resultados electorales

### Ayuntamientos

Distribución de las alcaldías de Sinaloa por partido político.

|  | 34.46 % |

|  | 31.41 % |

|  | 10.43 % |

|  | 6.25 % |

|  | 3.46 % |

|  | 2.25 % |

|  | 2.03 % |

|  | 1.94 % |

|  | 1.70 % |

|  | 1.59 % |

|  | 1.21 % |

|  | 0.25 % |

|  | 96.98 % |

|  | 3.02 % |

|  | 59.66 % |

#### Ayuntamiento de Ahome
|  | 45.48 % |

|  | 31.14 % |

|  | 19.45 % |

|  | 0.80 % |

|  | 0.75 % |

|  | 97.62 % |

|  | 2.38 % |

|  | 61.29 % |

#### Ayuntamiento de Angostura
|  | 40.41 % |

|  | 36.44 % |

|  | 17.58 % |

|  | 1.54 % |

|  | 0.38 % |

|  | 96.34 % |

|  | 3.66 % |

|  | 72.36 % |

#### Ayuntamiento de Badiraguato
|  | 49.18 % |

|  | 41.31 % |

|  | 4.40 % |

|  | 0.46 % |

|  | 95.35 % |

|  | 4.65 % |

|  | 62.50 % |

#### Ayuntamiento de Concordia
|  | 47.35 % |

|  | 31.73 % |

|  | 15.00 % |

|  | 0.70 % |

|  | 94.79 % |

|  | 5.21 % |

|  | 63.17 % |

#### Ayuntamiento de Cosalá
|  | 47.56 % |

|  | 43.14 % |

|  | 1.68 % |

|  | 1.02 % |

|  | 93.41 % |

|  | 6.59 % |

|  | 67.06 % |

#### Ayuntamiento de Culiacán
|  | 43.94 % |

|  | 35.06 % |

|  | 16.40 % |

|  | 1.81 % |

|  | 97.21 % |

|  | 2.79 % |

|  | 56.99 % |

#### Ayuntamiento de Choix
|  | 41.31 % |

|  | 34.85 % |

|  | 20.04 % |

|  | 0.39 % |

|  | 96.61 % |

|  | 3.39 % |

|  | 68.55 % |

#### Ayuntamiento de Elota
|  | 39.03 % |

|  | 31.66 % |

|  | 19.97 % |

|  | 4.47 % |

|  | 0.97 % |

|  | 96.10 % |

|  | 3.90 % |

|  | 65.37 % |

#### Ayuntamiento de Escuinapa
|  | 46.88 % |

|  | 32.26 % |

|  | 11.38 % |

|  | 2.96 % |

|  | 1.35 % |

|  | 0.88 % |

|  | 0.67 % |

|  | 0.50 % |

|  | 96.89 % |

|  | 3.11 % |

|  | 61.33 % |

#### Ayuntamiento de El Fuerte
|  | 36.48 % |

|  | 33.99 % |

|  | 24.38 % |

|  | 0.90 % |

|  | 0.60 % |

|  | 96.35 % |

|  | 3.65 % |

|  | 61.60 % |

#### Ayuntamiento de Guasave
|  | 45.33 % |

|  | 38.32 % |

|  | 12.36 % |

|  | 1.06 % |

|  | 97.07 % |

|  | 2.93 % |

|  | 63.20 % |

#### Ayuntamiento de Mazatlán
|  | 41.75 % |

|  | 35.92 % |

|  | 18.50 % |

|  | 1.25 % |

|  | 97.42 % |

|  | 2.58 % |

|  | 55.83 % |

#### Ayuntamiento de Mocorito
|  | 38.89 % |

|  | 36.83 % |

|  | 19.63 % |

|  | 0.64 % |

|  | 95.99 % |

|  | 4.01 % |

|  | 66.26 % |

#### Ayuntamiento de El Rosario
|  | 54.17 % |

|  | 27.71 % |

|  | 11.22 % |

|  | 1.27 % |

|  | 1.26 % |

|  | 95.64 % |

|  | 4.36 % |

|  | 63.27 % |

#### Ayuntamiento de Salvador Alvarado
|  | 39.32 % |

|  | 31.25 % |

|  | 26.04 % |

|  | 0.51 % |

|  | 97.12 % |

|  | 2.88 % |

|  | 64.09 % |

#### Ayuntamiento de San Ignacio
|  | 54.45 % |

|  | 18.19 % |

|  | 10.68 % |

|  | 4.17 % |

|  | 2.94 % |

|  | 0.52 % |

|  | 90.95 % |

|  | 9.05 % |

|  | 60.72 % |

#### Ayuntamiento de Sinaloa
|  | 44.35 % |

|  | 33.26 % |

|  | 17.22 % |

|  | 0.58 % |

|  | 95.42 % |

|  | 4.58 % |

|  | 60.01 % |

#### Ayuntamiento de Navolato
|  | 42.50 % |

|  | 27.55 % |

|  | 25.28 % |

|  | 1.69 % |

|  | 97.03 % |

|  | 2.97 % |

|  | 60.24 % |

### Congreso del estado

Diputados LXIII Legislatura del Congreso del Estado de Sinaloa.

|  | 39.13 % |

|  | 24.06 % |

|  | 11.01 % |

|  | 6.62 % |

|  | 3.62 % |

|  | 2.14 % |

|  | 2.11 % |

|  | 1.99 % |

|  | 1.95 % |

|  | 1.72 % |

|  | 1.48 % |

|  | 0.69 % |

|  | 100 % |

#### Distrito I (El Fuerte)
|  | 39.43 % |

|  | 33.04 % |

|  | 23.19 % |

|  | 0.57 % |

|  | 96.23 % |

|  | 3.77 % |

|  | 65.62 % |

#### Distrito II (Los Mochis)
|  | 48.89 % |

|  | 25.33 % |

|  | 22.03 % |

|  | 1.35 % |

|  | 97.60 % |

|  | 2.40 % |

|  | 62.52 % |

#### Distrito III (Los Mochis)
|  | 42.83 % |

|  | 25.76 % |

|  | 19.14 % |

|  | 5.19 % |

|  | 1.29 % |

|  | 0.66 % |

|  | 94.87 % |

|  | 5.13 % |

|  | 62.38 % |

#### Distrito IV (Los Mochis)
|  | 51.32 % |

|  | 24.05 % |

|  | 20.59 % |

|  | 1.49 % |

|  | 97.45 % |

|  | 2.55 % |

|  | 60.84 % |

#### Distrito V (Los Mochis)
|  | 53.20 % |

|  | 24.93 % |

|  | 18.29 % |

|  | 1.40 % |

|  | 97.82 % |

|  | 2.18 % |

|  | 60.03 % |

#### Distrito VI (Sinaloa)
|  | 39.63 % |

|  | 39.62 % |

|  | 15.57 % |

|  | 0.63 % |

|  | 95.45 % |

|  | 4.55 % |

|  | 60.54 % |

#### Distrito VII (Guasave)
|  | 52.36 % |

|  | 32.55 % |

|  | 11.24 % |

|  | 0.80 % |

|  | 96.95 % |

|  | 3.05 % |

|  | 64.70 % |

#### Distrito VIII (Guasave)
|  | 47.74 % |

|  | 34.36 % |

|  | 13.82 % |

|  | 1.03 % |

|  | 96.95 % |

|  | 3.05 % |

|  | 63.26 % |

#### Distrito IX (Guamúchil)
|  | 41.90 % |

|  | 28.24 % |

|  | 25.75 % |

|  | 0.65 % |

|  | 96.54 % |

|  | 3.46 % |

|  | 66.56 % |

#### Distrito X (Mocorito)
|  | 38.82 % |

|  | 30.47 % |

|  | 26.05 % |

|  | 0.73 % |

|  | 96.07 % |

|  | 3.93 % |

|  | 66.69 % |

#### Distrito XI (Navolato)
|  | 48.95 % |

|  | 25.24 % |

|  | 19.96 % |

|  | 2.68 % |

|  | 96.83 % |

|  | 3.17 % |

|  | 58.66 % |

#### Distrito XII (Culiacán)
|  | 50.01 % |

|  | 23.82 % |

|  | 20.45 % |

|  | 3.18 % |

|  | 97.46 % |

|  | 2.54 % |

|  | 62.21 % |

#### Distrito XIII (Culiacán)
|  | 45.90 % |

|  | 28.33 % |

|  | 19.20 % |

|  | 3.18 % |

|  | 96.61 % |

|  | 3.39 % |

|  | 58.61 % |

#### Distrito XIV (Culiacán)
|  | 45.80 % |

|  | 25.63 % |

|  | 18.34 % |

|  | 4.03 % |

|  | 2.33 % |

|  | 1.23 % |

|  | 97.36 % |

|  | 2.64 % |

|  | 65.96 % |

#### Distrito XV (Culiacán)
|  | 52.33 % |

|  | 21.13 % |

|  | 16.78 % |

|  | 6.14 % |

|  | 1.36 % |

|  | 97.74 % |

|  | 2.26 % |

|  | 54.18 % |

#### Distrito XVI (Culiacán)
|  | 57.40 % |

|  | 22.26 % |

|  | 16.12 % |

|  | 1.86 % |

|  | 97.64 % |

|  | 2.36 % |

|  | 53.72 % |

#### Distrito XVII (Culiacán)
|  | 52.64 % |

|  | 24.23 % |

|  | 14.27 % |

|  | 4.04 % |

|  | 95.18 % |

|  | 4.82 % |

|  | 53.55 % |

#### Distrito XVIII (Culiacán)
|  | 48.40 % |

|  | 21.69 % |

|  | 21.03 % |

|  | 1.89 % |

|  | 1.73 % |

|  | 1.55 % |

|  | 96.29 % |

|  | 3.71 % |

|  | 54.09 % |

#### Distrito XIX (La Cruz)
|  | 34.36 % |

|  | 25.06 % |

|  | 24.84 % |

|  | 5.08 % |

|  | 1.70 % |

|  | 0.66 % |

|  | 91.70 % |

|  | 8.30 % |

|  | 64.53 % |

#### Distrito XX (Mazatlán)
|  | 49.18 % |

|  | 25.56 % |

|  | 20.52 % |

|  | 1.38 % |

|  | 96.64 % |

|  | 3.36 % |

|  | 63.51 % |

#### Distrito XXI (Mazatlán)
|  | 46.16 % |

|  | 25.52 % |

|  | 20.97 % |

|  | 3.26 % |

|  | 1.51 % |

|  | 97.42 % |

|  | 2.58 % |

|  | 56.86 % |

#### Distrito XXII (Mazatlán)
|  | 48.25 % |

|  | 25.58 % |

|  | 20.05 % |

|  | 2.08 % |

|  | 95.96 % |

|  | 4.04 % |

|  | 59.48 % |

#### Distrito XXIII (Mazatlán)
|  | 34.94 % |

|  | 33.32 % |

|  | 26.89 % |

|  | 1.00 % |

|  | 96.15 % |

|  | 3.85 % |

|  | 57.76 % |

#### Distrito XXIV (El Rosario)
|  | 33.52 % |

|  | 27.88 % |

|  | 26.49 % |

|  | 3.58 % |

|  | 1.53 % |

|  | 1.00 % |

|  | 0.75 % |

|  | 0.75 % |

|  | 95.50 % |

|  | 4.50 % |

|  | 59.12 % |